# Вагаршапат
Вагаршапа́т (арм. Վաղարշապատ), более известный как Эчмиадзин (арм. Էջմիածինо файле; транск. Эджмиацин), — город в Армавирской области Армении, один из наиболее значительных культурных и религиозных центров страны. Основан царём Великой Армении Вагаршем I, одна из античных столиц Армении. Духовный центр армянского народа с начала IV века по 484 год, и снова с 1441 года.
Вагаршапат входит в район Всемирного наследия ЮНЕСКО в Армении.

## Этимология
Согласно «Истории Армении» Мовсеса Хоренаци, до Вагаршапата город назывался Вардгесаваном, а до этого — Артимедом. Название поселения Артимед, вероятно, связано с храмом, посвященным богине Анаит. Фрагменты языческих храмов, обнаруженные при их основании при раскопках собора Святой Рипсиме в 1950-х годах, подтверждают эту гипотезу. Позже Артимед был переименован в Аван Вардгеси (арм. Ավան Վարդգեսի, «город Вардгеса»), или Вардгесаван (арм. Վարդգեսավան) князем Вардгесом Мануком, который восстановил поселение у берегов реки Касах во время правления короля Ерванда I Сакавакяца (570—560 г. до н.э.).
В 140-х гг. царь Великой Армении Вагарш I окружил селение стенами и назвал по своему имени Вагаршапатом — город Вагарша (перс. апат, абад‎ — «селение, город»). Во II—IV веках город был столицей Великой Армении. В центре находится собор, построенный в первые годы IV века на том месте, где, согласно преданию, Григорию Просветителю явился Христос. В память об этом событии собор получил название Эчмиадзин, буквально: «сошёл Единородный».
В 1945 году Вагаршапат был переименован в Эчмиадзи́н (арм. Էջմիածին) по имени находящегося в нём Эчмиадзинского монастыря, резиденции католикоса Всех Армян, центра Армянской апостольской церкви. В 1992 году городу вернули прежнее название, однако в обиходе используются оба.

## География
Город Эчмиадзин расположен на Араратской равнине, в 15 км от железнодорожной станции Эчмиадзин и в 20 км к западу от столицы Армении города Еревана. Население 57,5 тыс. жителей (2010). Средняя высота города составляет 853 метра (2799 футов) над уровнем моря. Климат здесь жаркий, полузасушливый (по классификации климата Кеппена BSk).

## История
Город расположен в области Айрарат в центральной части исторической Армении. Город был основан царём Великой Армении Вагаршем I в начале II века н. э. на месте села Вардкесаван. С I века до начала V века царский домен армянских Аршакидов. В 163 году, во время кратковременной оккупации Армении, город был объявлен римской столицей Армении под названием Кайнеполис (новый город). Вагаршапат значительно пострадал во время депортации части населения Армении сасанидским шахиншахом Шапуром II после 363 года. После того, как Двин стал столицей Армении во второй половине V века, статус Вагаршапата оставался, в основном, религиозным.
Город был главным духовным центром Армянской апостольской церкви.
С 1410 года с образованием туркоманского государства Кара-Коюнлу город был известен также под тюркским названием Учкилиса́, означающем три церкви. До Октябрьской революции Вагаршапат был уездным городом Эриванской губернии.

## Население
Согласно первой всеобщей переписи населения 1897 года в селе проживало 5257 чел.
По данным Кавказского календаря, в 1908 году население составляло 3283 чел., в основном армян.
По материалам сельско-хозяйственной переписи населения 1922 года по Армении, в городе Вагаршапат число армян составляло 7966 человек, азербайджанцев (в источнике «тюрко-татар») — 11, русских — 12, езидов — 6, греков — 1. Всего — 7996 человек.

## Экономика
При советской власти действовали заводы пластмасс, бытовых металлических изделий, филиал армянского производственного объединения «Электрон», филиал объединения «Армсувенир», завод «Резистор». Работает пищевая промышленность (винный комбинат, консервный завод и др.), Эчмиадзинский приборостроительный завод (в городе называли «вертолётным заводом»), производство стройматериалов и др.

## Образование и культура
Клубно-библиотечный техникум. Краеведческий музей, филиал Армянской государственной картинной галереи, Дом-музей поэта И. М. Иоаннисяна, музей композитора Комитаса (С. Г. Согомоняна).
С 1995 года в Эчмиадзине действует Университет «Григор Лусаворич», а также при нём — медицинский колледж и лицей.

## Храмы Эчмиадзина
Придем и воздвигнем здесь

пречистого света кладезь!—

Ибо здесь воссиял нам свет,

озаривший землю армянскую.
Эчмиадзин — исторический центр Армянской апостольской церкви. В городе находятся Эчмиадзинский монастырь с резиденцией католикоса, на территории которого расположен построенный в IV веке Эчмиадзинский кафедральный собор, богословские учебные заведения. Собор, в виде обычной базилики, был построен в 303 г., вскоре после введения в Армении христианства как государственной религии, затем реконструирован в V и VII веках. Колокольня построена в 1653—1658 гг., ризница — в 1869 г. В 2022 году закрыт на реставрацию. 
В интерьере собора есть фрески, созданные на рубеже XVII и XVIII веков (Овнатан Нагаш), а также в конце XVIII в. (О. Овнатанян). В комплекс монастыря входят трапезная (первая половина XVII века), гостиница (середина XVIII века), дом католикоса (1738—1741), школа (1813), каменный водоём (1846) и другие постройки. В советское время возведены многочисленные жилые дома и общественные здания.
В Эчмиадзине также находятся храмы Рипсимэ (618), купольная базилика Гаянэ (630, реставрирована в 1652) с трёхарочным гавитом (1683), церковь Шокагат (1694). В соборе расположен музей с коллекцией произведений средневекового декоративно-прикладного искусства (основан в 1955 году).
- Эчмиадзинский кафедральный собор.
- Церковь Святой Рипсимэ.
- Церковь Святой Гаянэ.
- Церковь Шогакат.
- Церковь Святых Архангелов.
- Собор Пресвятой Богородицы.

## Галерея
- Художественные и исторические изображения
- Деревня Эчмиадзин с горой Арарат, British Library, 1854
- Кафедральный собор, XVII в.
- Вид Эчмиадзина, Михаил Иванов, 1783
- Курды и персы атакуют Вагаршапат, Григорий Гагарин, 1847
- Один из домов в Вагаршапате (ныне разрушен)
- Один из домов в Вагаршапате (ныне разрушен)

- Эчмиадзинский кафедральный собор
- Руины храма Звартноц
- Духовная семинария Геворгян
- Общежитие духовной семинарии
- Старая резиденция католикоса
- Ворота царя Трдата
- Часовая башня Вагаршапата
- Церковь Святых Архангелов
- Баптистерий Святого Вартана
- Ворота Святого Григория
- Хранилище рукописей Ваче и Тамар Манукян
- Церковь Святой Рипсимэ
- Церковь Святой Гаянэ
- Церковь Шогакат
- Собор Пресвятой Богородицы
- Центральное почтовое отделение Вагаршапата
- Дворец культуры Вагаршапата
- Памятник "Тревога" в Вагаршапате
- Мемориал Великой Отечественной войны в Вагаршапате
- Могила Мкртича Хримяна
- Священники перед резиденцией католикоса в Эчмиадзинском монастыре
- Эчмиадзинский монастырь

## Города-побратимы
- Петрозаводск, Россия;
- Каменец-Подольский, Украина;
- Исси-ле-Мулино, Франция;
- Сергиев Посад, Россия (с 2010 года);
- Фресно, США;
- Санкт-Петербург, Россия;
- Белгород-Днестровский, Украина (с марта 2018 года);
- Арзамас, Россия (с 2021 года);